# Notting Hill
Notting Hill es un distrito en el borough de Kensington y Chelsea en el centro de Londres. Está situado en la parte occidental de la ciudad, cerca de la esquina noroeste de Hyde Park.
A pesar de que tiene un aire de cultura alternativa, ejemplificado por las numerosas tiendas de música de segunda mano de Notting Hill gate, y hay áreas de marginación social al norte, a veces llamadas como «Kensington't», Notting Hill es un lugar cosmopolita conocido por celebrarse anualmente el carnaval de Notting Hill, el cual tiene lugar en agosto y es considerado el carnaval más grande de Europa; y ser la sede del mercado de Portobello Road. El carnaval celebra la cultura caribeña, centrada en desfiles llenos de color. Originariamente, se estableció en la década de los años 1960 como una respuesta positiva a la tensión entre los recién llegados inmigrantes y la principal comunidad, culminando en los incidentes y persecuciones racistas de Notting Hill.
Notting Hill es también conocido por el mercado de Portobello, el cual se ha transformado en una atracción turística de primer orden. El mercado tiene lugar diariamente (aunque su día fuerte es el sábado), y atrae tanto a compradores antiguos como a vendedores y turistas. En años recientes el crecimiento del mercado y el incremento del turismo ha llevado a algunos a decir que la calidad ha decaído.
El distrito saltó a la fama internacional en 1999 tras el estreno de la película hollywoodense del mismo nombre. La película, protagonizada por las estrellas Julia Roberts y Hugh Grant, narra la historia de los conflictos personales creados entre una gran estrella del cine internacional y un vendedor de libros de viajes del barrio cuya acción transcurre principalmente en este barrio inglés.

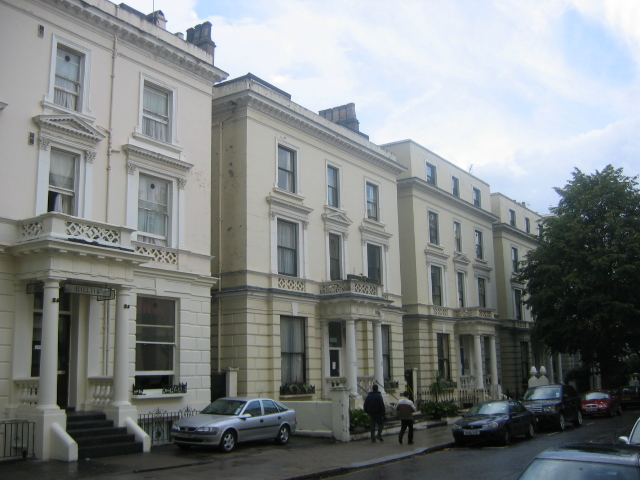

La colina de la cual Notting Hill recibe su nombre, es seguramente la colina por la que transcurre el Ladbroke Grove, la cual tuvo su cima en el punto donde ahora se encuentra la iglesia de St John. Alternativamente, algunos escritores sugieren que Notting Hill se puede referir a la cercana Campden Hill, pero el emplazamiento y el nombre evidencian la contrariedad de esta teoría. El nombre es muy antiguo, y se dice que deriva de Cnotta, un nombre sajón.
En los primeros tiempos, el área fue enteramente rural, y se situaba dentro de la norteña parte de Kensington. El nombre de Notting Hill viene de cuando una puerta fue construida en la colina, donde se situaba la carretera Londres-Uxbrige. La puerta tenía como función el cobro de impuestos para los usuarios de la carretera. La puerta se quitó en el siglo XIX.
Hay pues, una diferencia entre el moderno Notting Hill (el cual es el área que rodea la colina) y Notting Hill Gate. Ambos son sin embargo partes de lo que es el actual área de Notting Hill...

## Galería

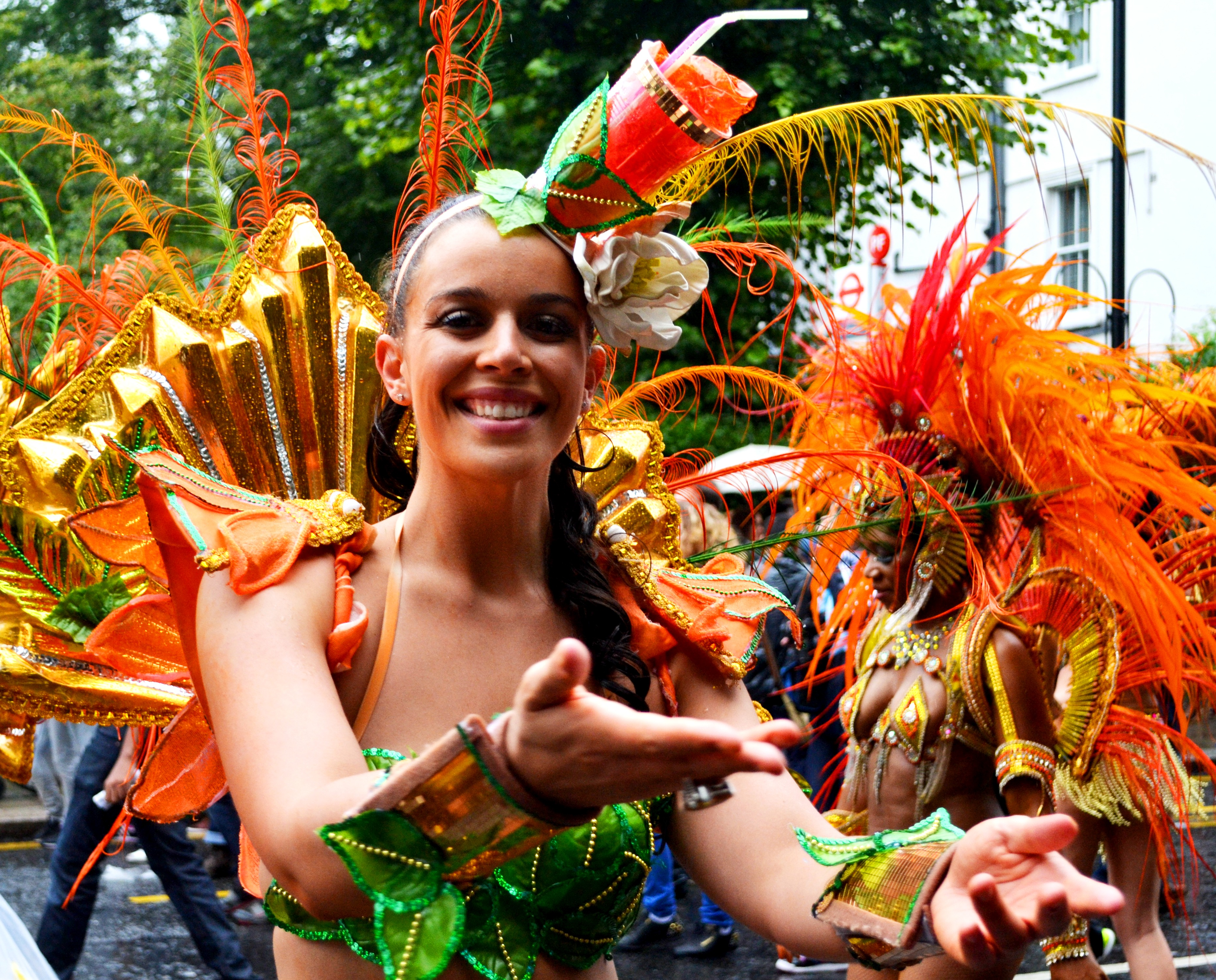
Notting Hill Carnival 2014
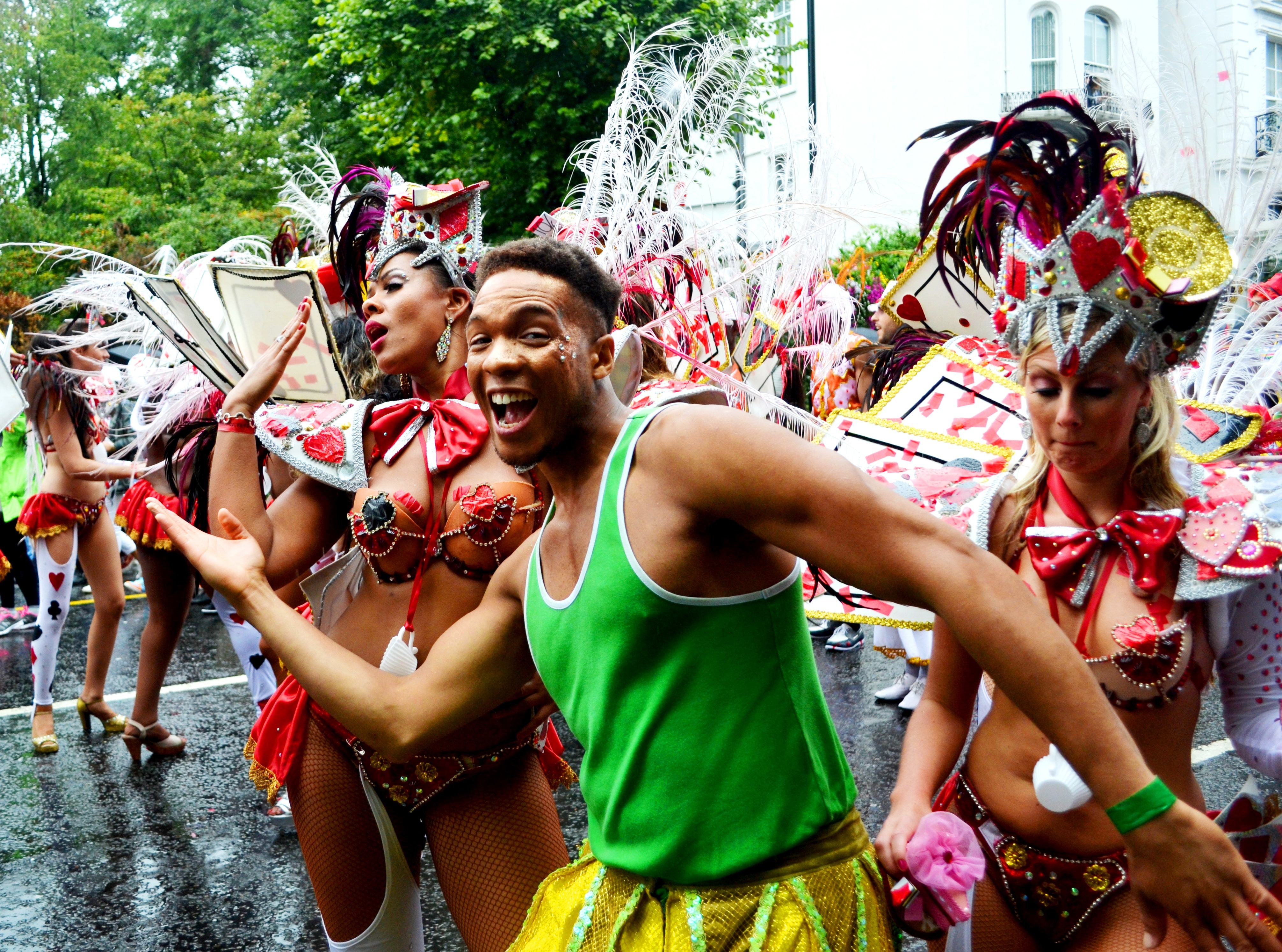
Notting Hill Carnival 2014
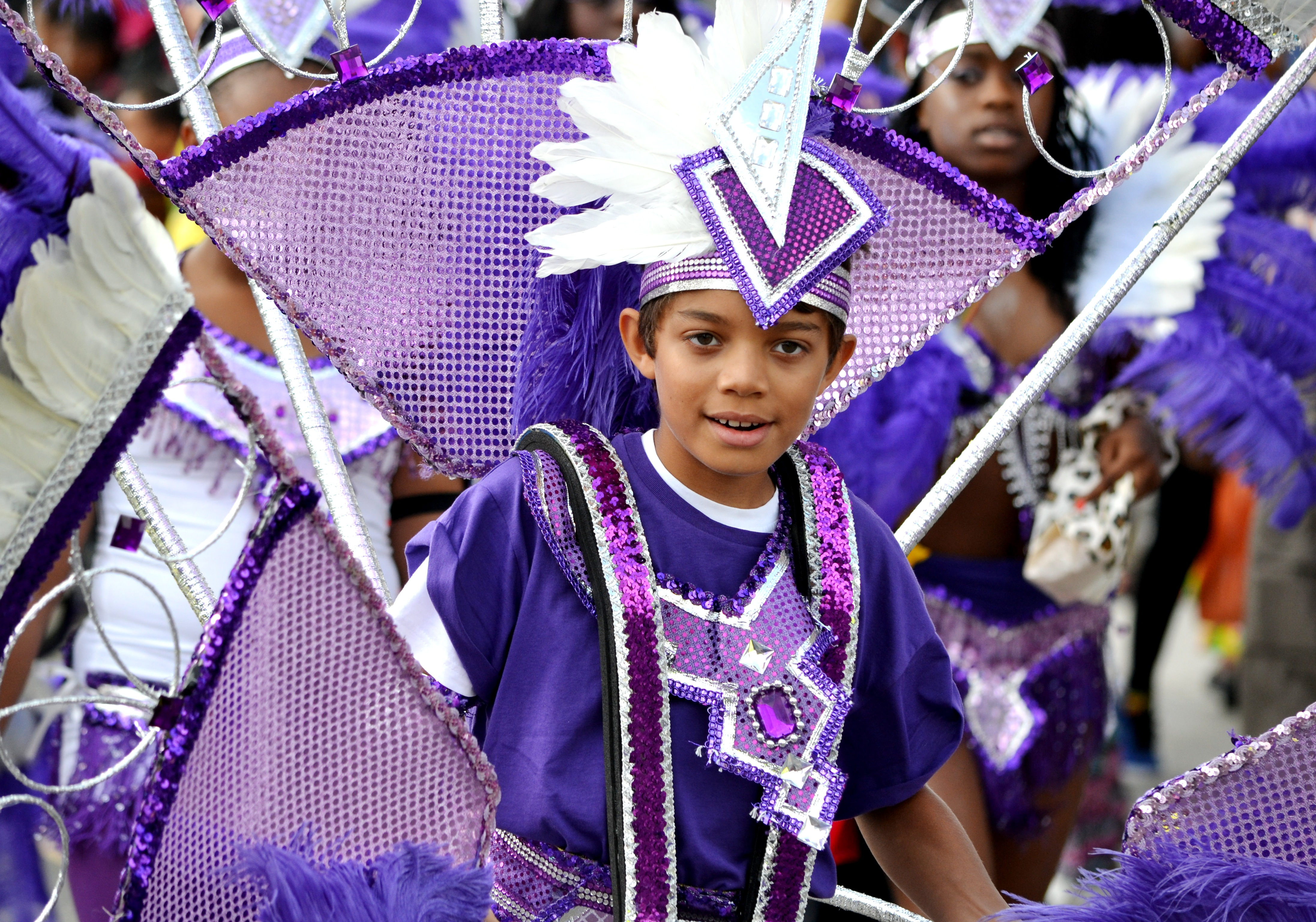
Notting Hill Carnival 2013
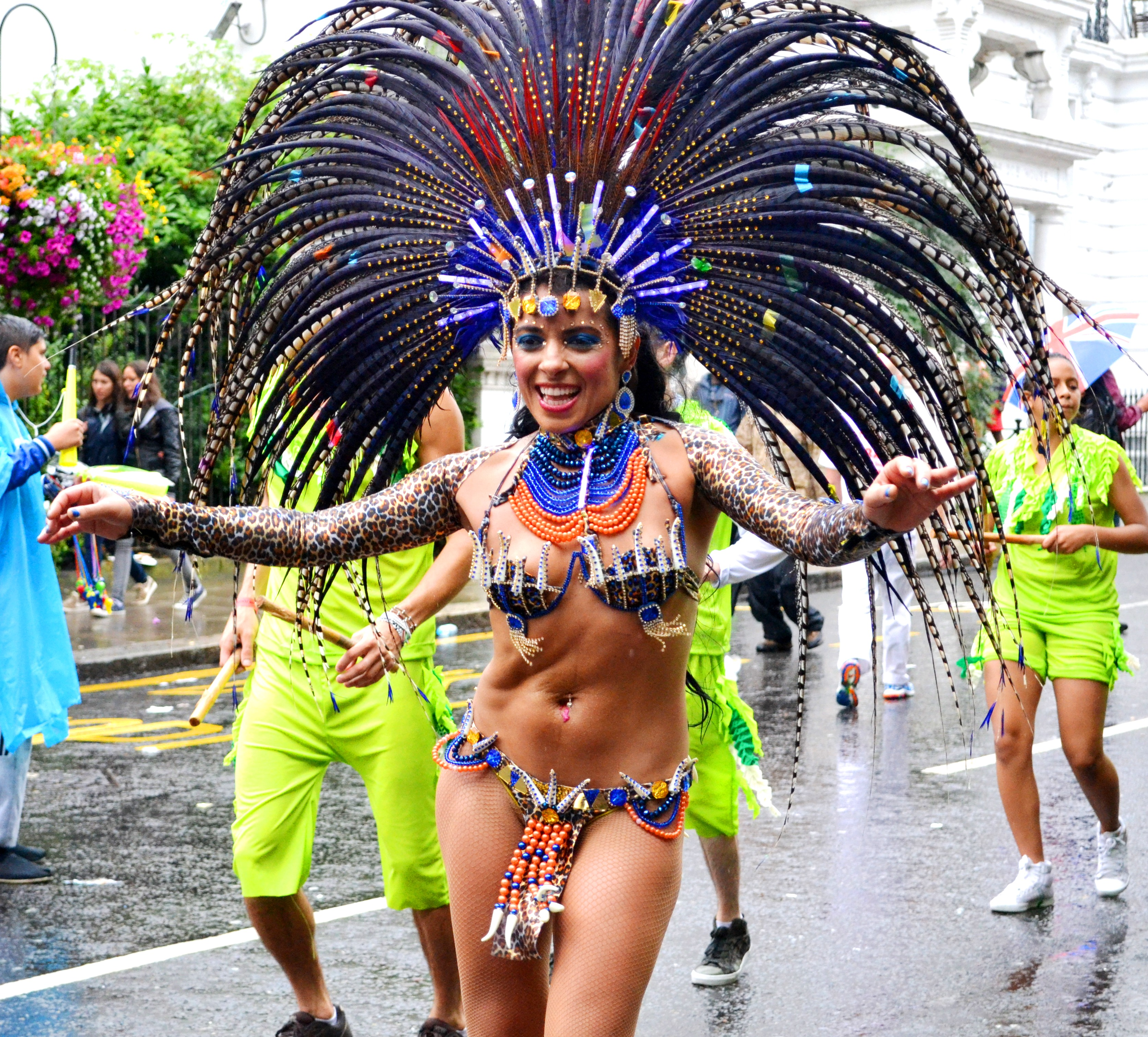
Notting Hill Carnival 2014
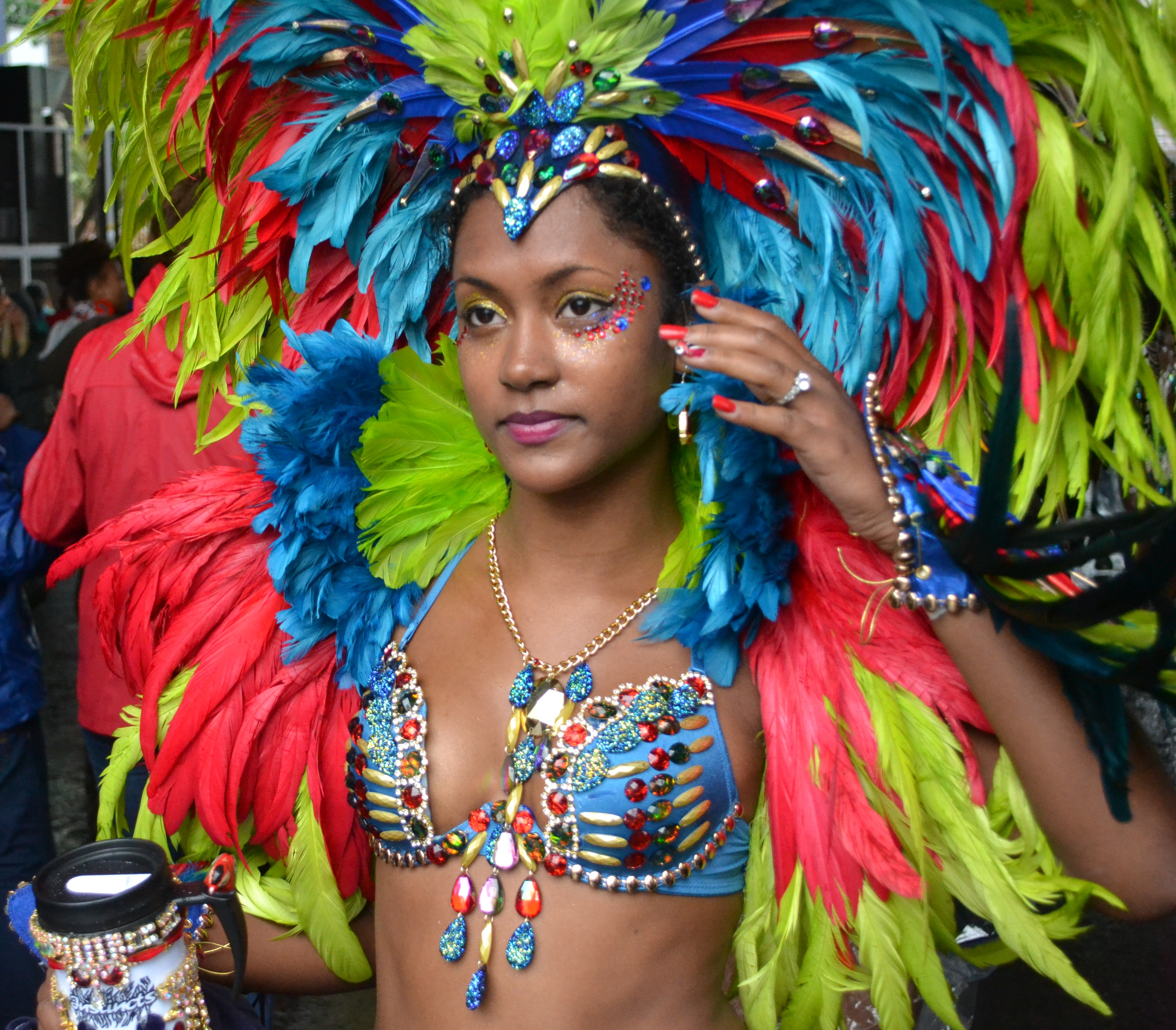
Notting Hill Carnival 2014

## Lugares colindantes
- Bayswater
- Holland Park
- Holland Park Avenue
- White City
- Paddington
- Kensal Green
- Westbourne Grove
- Little Venice
- Clarendon Cross
- Ledbury Road

## Estaciones de metro cercanas
- Barons Court
- Holland Park
- Bayswater
- Ladbroke Grove
- Notting Hill Gate
- West Kensington
- Westbourne Park